# 5 dni wojny
5 dni wojny (ang. 5 Days of War) – amerykański film fabularny z 2010 roku opowiadający o wojnie w Osetii Południowej w 2008 pomiędzy Gruzją i Rosją. Zdjęcia rozpoczęto w październiku 2009 w Tbilisi we współpracy z gruzińskim rządem i wojskiem.

## Fabuła
Film opowiada o prawdziwym wydarzeniu w Gruzji podczas wojny między Rosją a Gruzją w sierpniu 2008 roku. Thomas Anders (Rupert Friend) – amerykański reporter wojenny i jego przyjaciel, kamerzysta i kompan Sebastian (Richard Coyle) wyruszają z Tbilisi na granicę ze zbuntowaną republiką Osetią Południową. Umówieni ze swoim przewodnikiem, przypadkowo stają się świadkami rosyjskiego bombardowania gruzińskiej wioski. Sebastian filmuje zniszczenia. Razem z Thomasem przewożą rannych do szpitala w Gori. Pomaga im gruzińska nauczycielka Tatia (Emmanuelle Chriqui). Dzięki pomocy oficera armii gruzińskiej kapitana Rezo (Johnathon Schaech) wracają na linię frontu. Towarzyszy im Tatia, która chce odnaleźć swoją rodzinę. W jednej ze wsi nagrywają sceny zabójstw cywilów przez  „ochotników” rosyjskich, po czym zostają pochwyceni przez oddziały rosyjskie pułkownika Demidowa (Rade Serbedjiza) i jego najemnika Daniila (Mikko Nousiainen). Szczęśliwie, dzięki śmiałemu atakowi gruzińskiego przyjaciela Rezo, zostają uwolnieni. Za wszelką cenę chcą przesłać wolnemu światu nagranie, jednak nikt nie jest tą informacją zainteresowany.
Obok ich walki o prawdę, walkę o przetrwanie niepodległej Gruzji toczy prezydent Micheil Saakaszwili (Andy García) szukając rozpaczliwie sprzymierzeńców. Na trybunie obok niego pojawiają się prezydenci sześciu krajów Europy Środkowej i Wschodniej, w tym Prezydent Polski Lech Kaczyński.

## Obsada
- Rupert Friend – Thomas Anders
- Richard Coyle – Sebastian Ganz
- Emmanuelle Chriqui – Tatia Meddewi
- Val Kilmer – Holender
- Andy García – prezydent Gruzji Micheil Saakaszwili
- Dean Cain – Chris Bailot
- Johnathon Schaech – kapitan Rezo Awaliani
- Micheil Gomiaszwili – Anton Miedojew
- Marshall Manesh – Lech Kaczyński (sceny usunięte)

## Alternatywne wersje
W Polsce dystrybuowana była specjalna wersja filmu, dedykowana pamięci prezydenta Polski Lecha Kaczyńskiego. W polskiej wersji muzyka podczas napisów końcowych została zastąpiona fragmentami przemówienia Lecha Kaczyńskiego z Tbilisi w 2008 roku. Podczas premiery filmu w TVP1 podczas napisów końcowych pojawiła się wstawka dokumentalna zawierająca pełne przemówienie prezydenta Polski wraz z nagraniem wideo z Tbilisi z 2008 roku. Premiera ta miała miejsce 15 kwietnia 2014 roku.